# ریچارد جانسون (بازیگر)
ریچارد جانسون (انگلیسی: Richard Johnson؛ زادهٔ ۳۰ ژوئیهٔ ۱۹۲۷ - درگذشته ۶ ژوئن ۲۰۱۵) بازیگر، نویسنده و تهیه‌کننده فیلم اهل کشور انگلستان بود.
وی در پی ابتلاء به بیماری، در بیمارستانی در محله چلسی لندن درگذشت

## فیلم‌شناسی
از فیلم‌هایی که ریچارد جانسون در آن نقش داشته است می‌توان به ساحره عاشق، موسی قانون‌گذار، پسری در پیژامه راه‌راه، لارا کرافت: مهاجم مقبره، بانو جین، ژولیوس سزار، پرش!، خیانتکار، مسیر خطر، رودخانه تمساح بزرگ، جزیره مردان ماهی‌نما، خاطرات لاک‌پشت و خارطوم اشاره کرد.
وی همچنین در چند مجموعه تلویزیونی از جمله «لوییس» و «شاهد ساکت» ایفای نقش کرده بود.